# Burg Bring
Die Burg Bring ist die Ruine einer kleinen Höhenburg auf 248 m ü. NN im Edertal bei Edertal-Bringhausen im nordhessischen Landkreis Waldeck-Frankenberg, deren Reste heute auf der Liebesinsel im Edersee liegen.

## Lage
Aus dem Burgberg wurde nach dem Bau der Edertalsperre 1914 die heutige Liebesinsel, die bei Vollstau des Sees von Bringhausen aus mit dem Boot oder schwimmend zu erreichen ist. Bei Niedrigwasser, meist im Spätsommer oder Herbst, kann man die Insel mit dem einstigen Burgberg auch zu Fuß erreichen.

## Geschichte
Das Entstehungsdatum der Burg ist nicht bekannt. Der Erbauer soll ein Brunink gewesen sein, und aus der „Burg Brunink“ wurde später die „Burg Bring“. Erstmals 1196 wurde ein „Ritter von Bringhausen“ urkundlich erwähnt. Die Burg kann mithin als Sicherungsburg des heute wüsten Talortes angesehen werden. Die Grafen von Waldeck hatten im 15. Jahrhundert hier einen Burgsitz und ein Gut in Bringhausen.
Es ist nicht bekannt, wann die Burg aufgegeben oder vielleicht zerstört wurde und danach verfiel. Im 19. Jahrhundert war sie bereits eine Ruine mit wenigen Mauerresten; diese liegen heute im Edersee und sind vor allem bei niedrigem Wasserstand gut sichtbar.
Das nach dem Bau der Edertalsperre untergegangene Dorf Bringhausen, heute als Wüstung Altbringhausen bekannt, erstreckte sich westlich unterhalb der Burg im Tal der Eder. Es musste für die Talsperre aufgegeben werden, und seine Bewohner errichteten ein neues Dorf rund 500 Meter westlich der Burgruine am Hang über dem Edersee.

## Heutiger Zustand
Erhalten sind nur noch geringe Mauerreste, die überwiegend aus Grundmauern und Kellerresten bestehen. Um die verbliebenen Reste ranken sich Sagen, über Ritter und phantasiehafte Wesen, wie Wichtel, die das Gold der Eder bewacht haben sollen.

## Bildergalerie

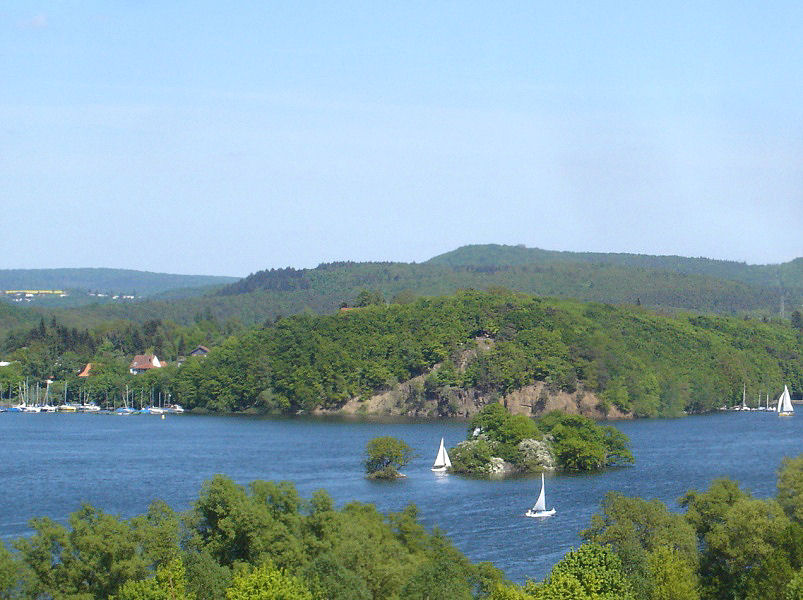
Die Liebesinsel (der ehemalige Burgberg) bei Edersee-Vollstau
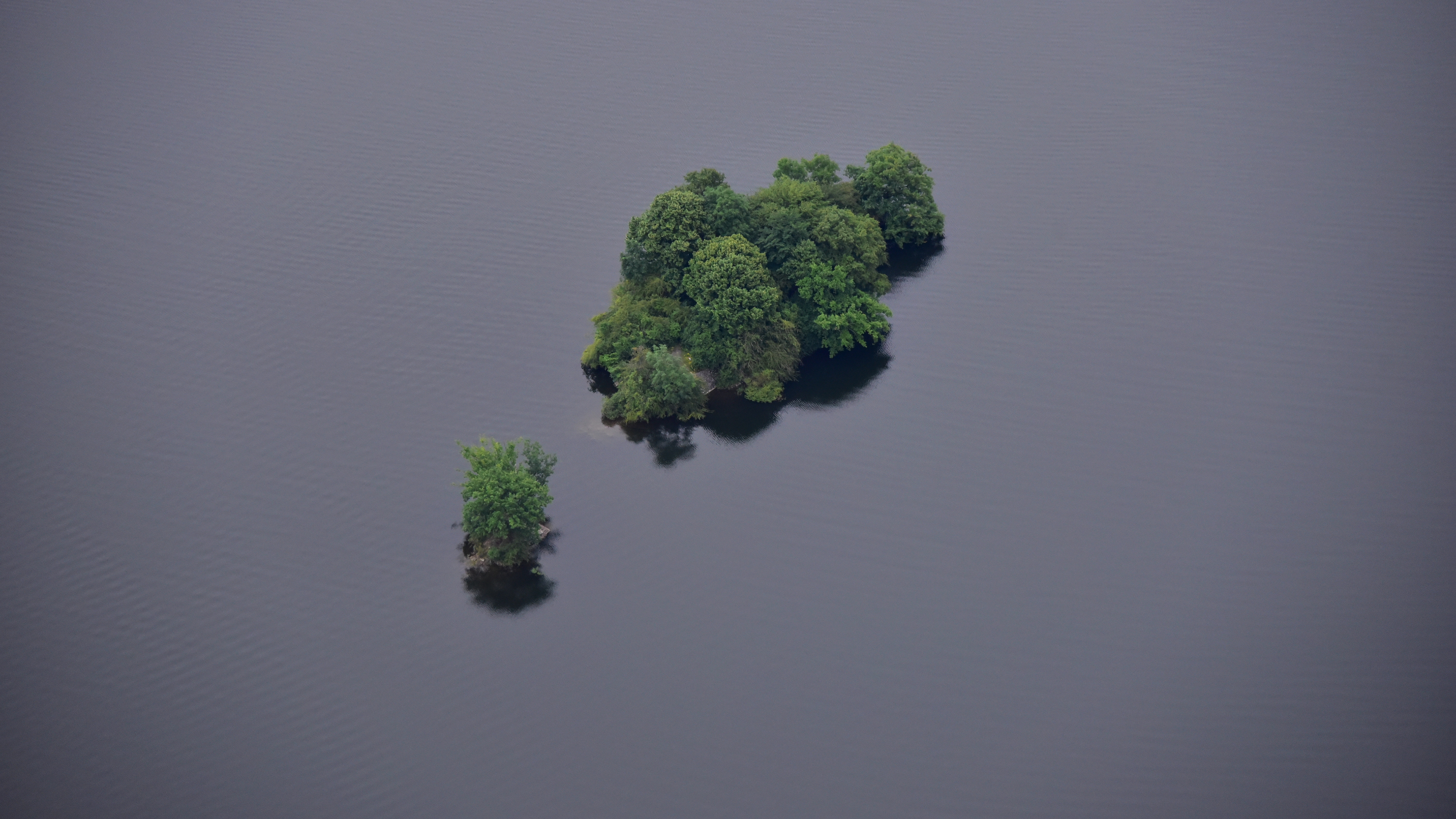
Luftaufnahme (2016)
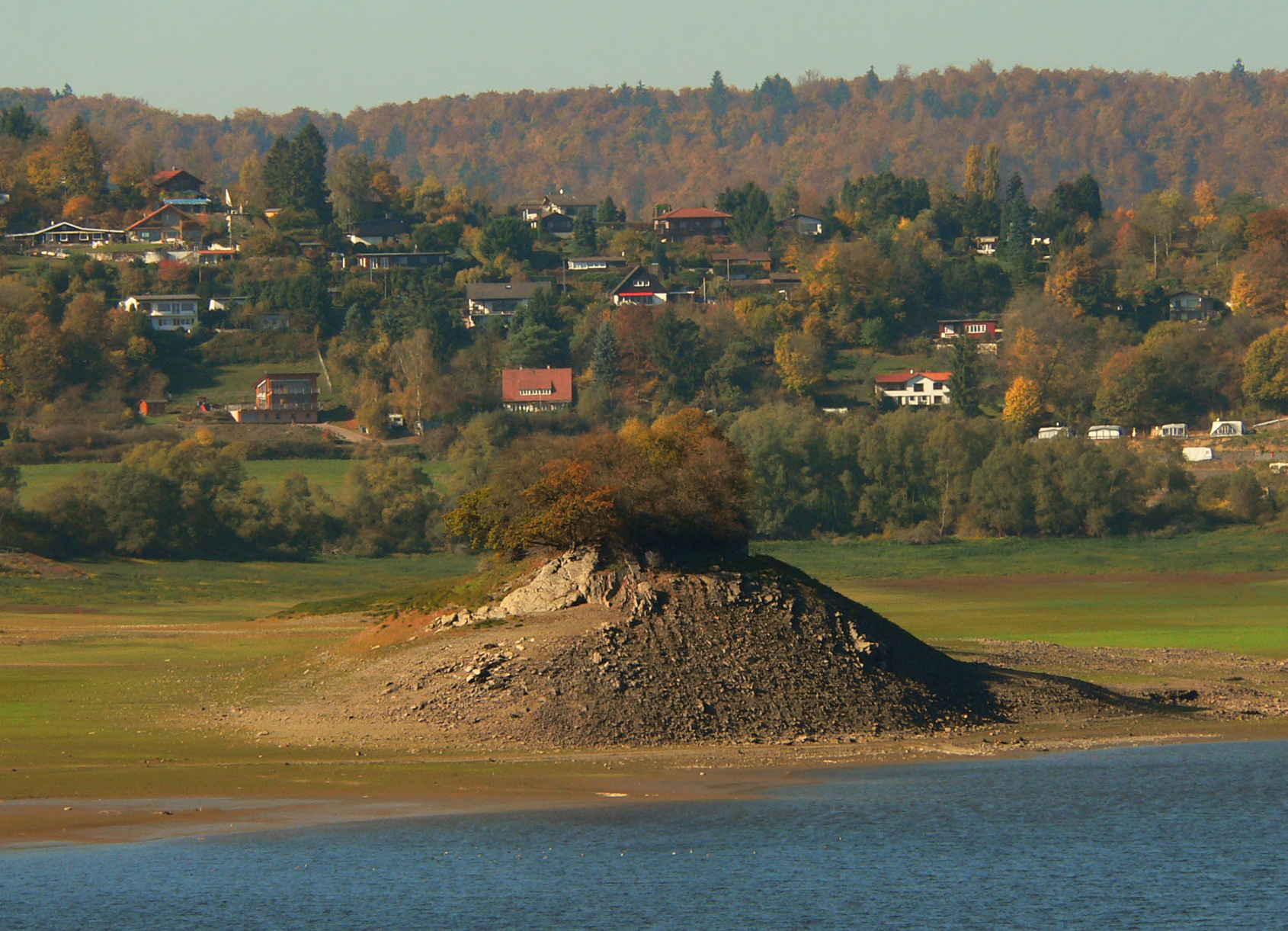
Liebesinsel (Burgberg) bei Niedrigwasser
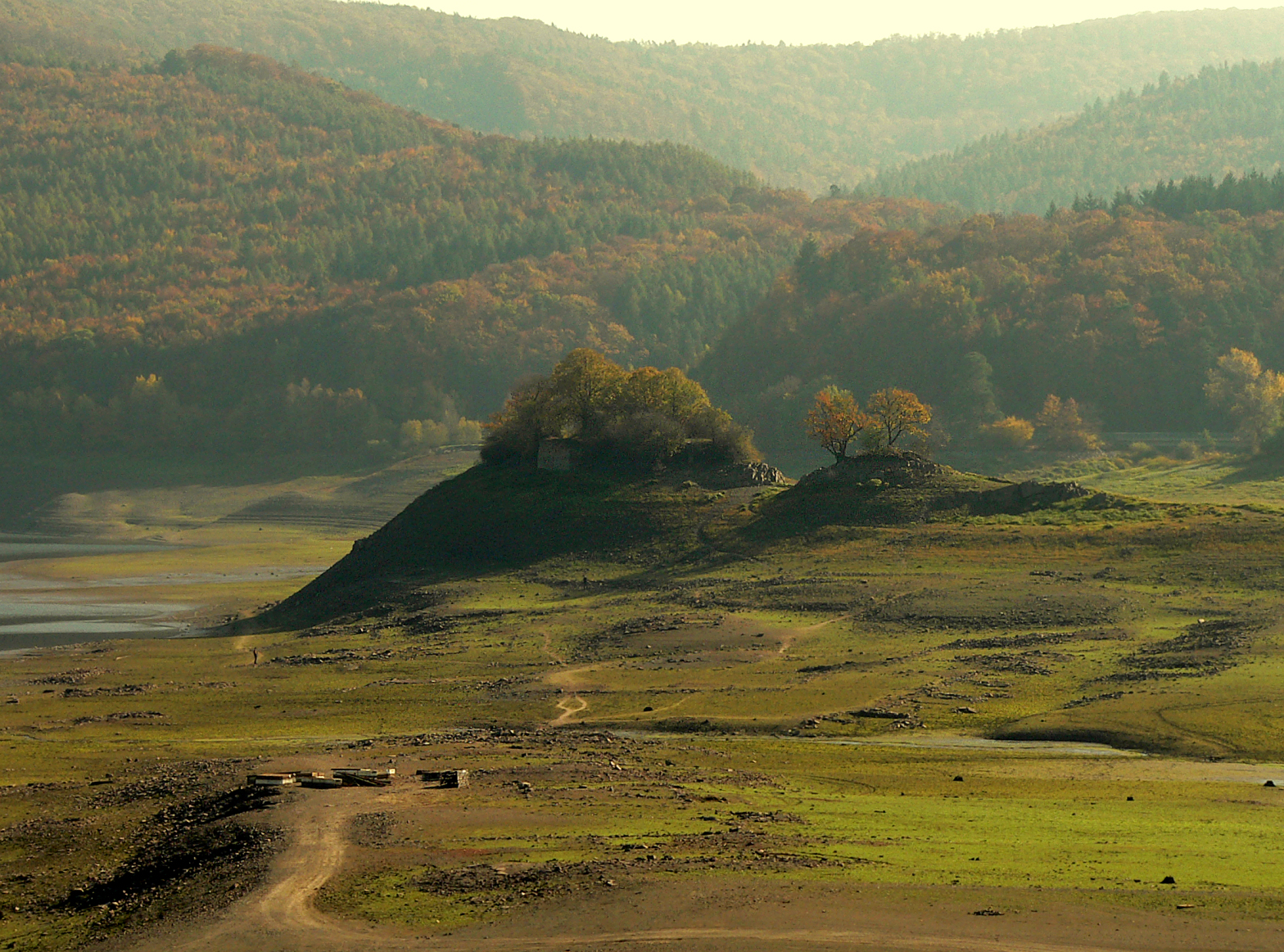
Liebesinsel (Burgberg) mit benachbarter kleiner Insel, im Vordergrund Steinreste des untergegangenen Dorfs Bringhausen